# Dezember 2003
Portal Geschichte | Portal Biografien | Aktuelle Ereignisse | Jahreskalender | Tagesartikel

◄ |
20. Jahrhundert |
21. Jahrhundert

◄ |
1970er |
1980er |
1990er |
2000er
| 2010er | 2020er | 2030er | ►

◄ |
1999 |
2000 |
2001 |
2002 |
2003
| 2004 | 2005 | 2006 | 2007 | ►

◄ |
September 2003 |
Oktober 2003 |
November 2003 |
Dezember 2003 |
Januar 2004 |
Februar 2004 |
März 2004 |
►
Dieser Artikel behandelt tagesbezogene Nachrichten und Ereignisse im Dezember 2003.

## Tagesgeschehen

### Montag, 1. Dezember 2003
- Genf/Schweiz: Am Welt-AIDS-Tag stellen die Vereinten Nationen und die Weltgesundheitsorganisation ein Hilfsprogramm vor, durch das in den nächsten zwei Jahren ungefähr drei Millionen HIV-Infizierte in der Dritten Welt Zugang zu Medikamenten erhalten sollen.[1]
- Genf/Schweiz: Die Arbeit der Genfer Initiative zur Ausarbeitung eines Abkommens zur endgültigen Lösung des Nahostkonflikts wird mit einer Feierstunde offiziell abgeschlossen. Die Genfer Initiative empfiehlt im Prinzip, dass aus den Linien des Waffenstillstandsabkommens von 1949 eine Staatsgrenze zwischen Israel und einem künftigen Staat Palästina gemacht wird. Der israelische Premierminister Ariel Sharon erklärte bereits, dass er keine Sympathie für den Plan habe.

### Dienstag, 2. Dezember 2003
- Hanau/Deutschland: China möchte das Hanauer Brennelementewerk kaufen. Bundeskanzler Gerhard Schröder befürwortet das Geschäft und fordert zugleich, das Waffenembargo gegen die Volksrepublik aufzuheben.

### Mittwoch, 3. Dezember 2003
- Den Haag/Niederlande: Der Christdemokrat Bernard Bot wird als niederländischer Außenminister vereidigt. Bot ist Nachfolger von Jaap de Hoop Scheffer, der zum 1. Januar 2004 auf den Posten des NATO-Generalsekretär wechselt.

### Donnerstag, 4. Dezember 2003
- Warschau/Polen: Der polnische Ministerpräsident Leszek Miller bricht sich beim Absturz des Regierungshubschraubers zwei Rückenwirbel.[2]
- Washington, D.C./Vereinigte Staaten: US-Präsident George W. Bush lenkt im Stahlstreit mit der Europäischen Union ein und hebt die 2002 eingeführten Schutzzölle auf Stahlprodukte auf. Im Gegenzug verzichtet die EU auf die angekündigten Strafzölle auf US-Produkte.

### Freitag, 5. Dezember 2003
- Köln/Deutschland: Dem als „Kalif von Köln“ bekanntgewordenen Islamistenführer Metin Kaplan wird die Anerkennung als politischer Flüchtling in Deutschland entzogen. Die Möglichkeit einer Abschiebung in die Türkei wird geprüft.
- Stawropol/Russland: Bei einem Bombenanschlag auf einen Zug werden mindestens 36 Menschen getötet.

### Samstag, 6. Dezember 2003
- Berlin/Deutschland: Parteigründer Ronald Schill wird vom Bundesvorstand der Partei Rechtsstaatlicher Offensive als Hamburger Landesvorsitzender abgelöst. Schill erkennt den Beschluss nicht an.

### Sonntag, 7. Dezember 2003
- Moskau/Russland: Bei der Parlamentswahl erringt das Parteienbündnis Einiges Russland 37,1 % der Stimmen und wird stärkste Kraft. Die Kommunistische Partei erhält 12,7 %, die LDPR 11,6 % und die Partei Rodina (deutsch Heimat) 9,1 %. Das Wahlergebnis stärkt den Präsidenten Russlands Wladimir Putin von der Partei Einiges Russland, die mit LDPR und Rodina die Regierungskoalition bildet. Die Wahlbeobachtungsmission der OSZE unter Leitung von Rita Süssmuth aus Deutschland war in vielen Wahllokalen anwesend und stellte „zu 95 % korrekte Abläufe“ fest. Die Exekutive und die Massenmedien seien jedoch zu stark zum Wohle der Regierungspartei eingesetzt worden.[3]

### Montag, 8. Dezember 2003
- Buckinghamshire/Vereinigtes Königreich: Der Rockmusiker Ozzy Osbourne bricht sich bei einem Unfall mit einem Quad auf seinem Anwesen in Buckinghamshire das Schlüsselbein und acht Rippen. Ein Nackenwirbel ist angebrochen. Die Notoperation gelingt und Osbourne ist außer Lebensgefahr.[4]
- Harare/Simbabwe: Präsident Robert Mugabe erklärt den Austritt seines Landes aus dem Commonwealth of Nations, das v. a. die ehemals vom Vereinigten Königreich regierten Gebiete des untergegangenen Britischen Weltreichs umfasst.

### Dienstag, 9. Dezember 2003
- Hamburg/Deutschland: Hamburgs Erster Bürgermeister Ole von Beust löst die Regierungskoalition auf und ordnet Neuwahlen an.
- Moskau/Russland: Bei einem Selbstmordattentat in der Innenstadt von Moskau sind mindestens fünf Menschen getötet worden. Zehn weitere wurden verletzt, als sich eine oder zwei vermutlich tschetschenische Frauen in der Nähe des Kremls in die Luft sprengten.
- Sonnensystem: Die japanische Marsmission Nozomi ist fehlgeschlagen. Wegen eines defekten Schaltkreises an der Raumsonde Nozomi kann diese nicht in den Marsorbit eintreten.

### Mittwoch, 10. Dezember 2003
- Bern/Schweiz: Das Parlament hat den Bundesrat gewählt. Es galt den zurückgetretenen Kaspar Villiger FDP zu ersetzen. Zudem forderte die SVP einen zweiten Sitz. Neu gewählt sind Christoph Blocher (SVP) und Hans-Rudolf Merz (FDP). Nicht mehr gewählt wurde Ruth Metzler von der CVP. Dies ist erst die dritte Abwahl eines Mitglieds des Bundesrates. Damit ist die seit 1957 gültige so genannte „Zauberformel“ im Bundesrat beendet.
- Bern, Genf, Zürich/Schweiz: In einigen Schweizer Städten finden spontane Protestdemonstrationen v. a. von Frauen und jungen Menschen gegen die neue Regierung statt. Das Bundeshaus in Bern und die umliegenden Gebäude werden von der Polizei abgeriegelt, die Demonstrationen verlaufen friedlich.
- München/Deutschland: Das Oberlandesgericht München bestätigt einen grundsätzlichen Schadensersatzanspruch des Medienunternehmers Leo Kirch gegen die Deutsche Bank. Deutsche-Bank-Chef Rolf-Ernst Breuer hatte sich in einem Fernsehinterview im Februar 2002 über die finanzielle Situation des angeschlagenen Kirch-Konzerns ausgelassen und damit das Bankgeheimnis verletzt. Über die Höhe des Schadensersatzes muss in weiteren Prozessen verhandelt werden.

### Donnerstag, 11. Dezember 2003
- Hamburg/Deutschland: Der Hamburger Terroristenprozess platzt. Der Marokkaner Abdelghani Mzoudi wird aus der Haft entlassen, weil ihm eine Beteiligung an den Anschlägen vom 11. September 2001 nicht einwandfrei nachgewiesen werden kann.

### Freitag, 12. Dezember 2003
- London/Vereinigtes Königreich: Prinz Charles schlägt Mick Jagger zum Ritter. Jagger darf wegen seiner „Verdienste um die populäre Musik“ ab heute den Adelstitel „Sir“ tragen.
- Ottawa/Kanada: Paul Martin wird als Chef der neuen kanadischen Regierung vereidigt.

### Samstag, 13. Dezember 2003
- Berlin, Frankfurt am Main, Leipzig/Deutschland: Etwa 50.000 Menschen demonstrieren gegen Einsparungen im Bildungsbereich und im übrigen Sozialwesen.[5]
- Bern/Schweiz: In Bern demonstrieren circa 15.000 Frauen und Männer gegen die Resultate der Bundesratswahlen vom vergangenen Mittwoch.
- Brüssel/Belgien: Der EU-Gipfel zur europäischen Verfassung ist gescheitert. Es kam zu keiner Einigung über die zukünftige Stimmenverteilung. Die großen Länder (Frankreich, Großbritannien, Deutschland und Italien) präferieren eine Verteilung nach Bevölkerung. Spanien und Polen hielten dagegen an der Verteilung des EU-Gipfels in Nizza fest, die ihnen einen höheren Einfluss sicherte. Nun tritt der Verfassungsvorschlag des Konvents vorerst nicht in Kraft.

### Sonntag, 14. Dezember 2003

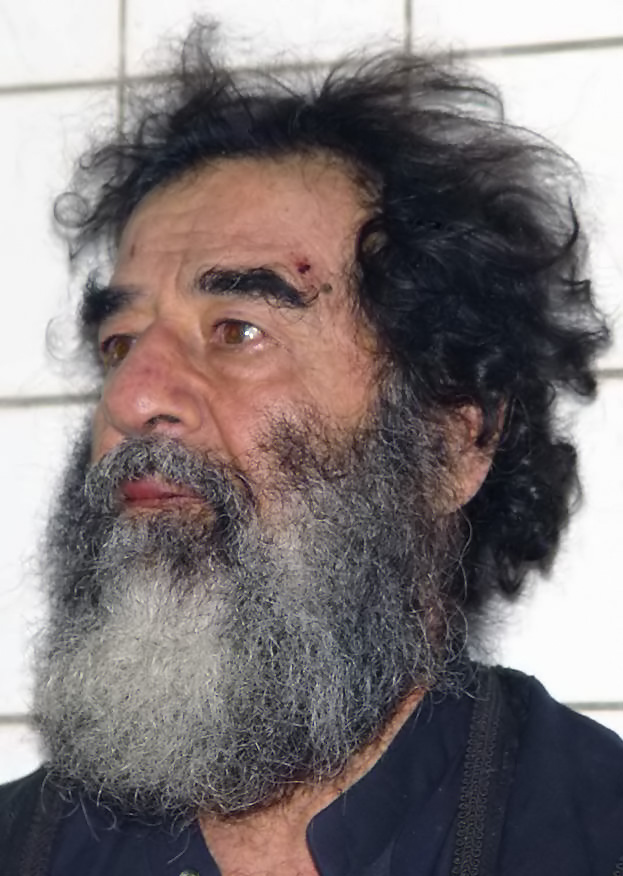
Saddam Hussein nach seiner Festnahme

- Baden-Württemberg, Rheinland-Pfalz/Deutschland: Die S-Bahn RheinNeckar geht in Betrieb. Auf vier Linien können Reisende u. a. von Kaiserslautern nach Osterburken oder von Speyer nach Karlsruhe gelangen.
- Bern/Schweiz: Die neue Departementsverteilung im Bundesrat steht fest: Christoph Blocher erhält das Eidgenössische Justiz- und Polizeidepartement, Hans-Rudolf Merz das Eidgenössische Finanzdepartement. Die Bisherigen behalten ihre jeweiligen Departemente.
- Irak: Der ehemalige Präsident Saddam Hussein wurde nach Aussagen des britischen Premierministers Tony Blair und einem Sprecher des US-amerikanischen Verteidigungsministeriums bei einer Razzia in der letzten Nacht – gegen 18 Uhr MEZ – in seiner Heimatstadt Tikrit gefasst. Die Identität soll demnach bereits durch einen DNA-Test bestätigt worden sein.
- Lefkoşa/Nordzypern: Bei der nordzyprischen Wahl am Sonntag erreichten Opposition und Regierung jeweils 25 Sitze im Parlament. Die Opposition hatte im Falle eines Wahlsiegs neue Verhandlungen mit dem Ziel einer Wiedervereinigung Zyperns versprochen.
- Yokohama/Japan: Der Fußball-Weltpokal für Vereinsmannschaften geht nach einem 3:1-Sieg im Elfmeterschießen gegen die AC Mailand an den argentinischen Club Atlético Boca Juniors aus Buenos Aires.[6]

### Montag, 15. Dezember 2003
- Deutschland: Nachdem in der Nacht zum Montag im Vermittlungsausschuss zwischen Bundestag und Bundesrat verhandelt wurde, wurde am Morgen ein Kompromiss bekanntgegeben: Die Steuerreform kommt in verringertem Umfang. Auch bei den anderen Reformvorschlägen wurde man sich einig.
- Framingham/Vereinigte Staaten: Der Begriff Web 2.0 wird in einer Sonderpublikation des Magazins CIO erstmals einer breiten Öffentlichkeit bekannt. Zum Web 1.0 werden z. B. Rahmenbedingungen wie HTTP und html erklärt, dagegen bietet das Internet im Web 2.0 eine Integrationsplattform zum interaktiven Austausch. Später wird der Begriff eine Bedeutungsverschiebung („Mitmach-Web“) erfahren.[7]
- Samarra/Irak: US-Soldaten töteten nach Aufständen in der Heimatstadt Saddam Husseins elf Menschen. Nach eigenen Angaben wurde die Patrouille mit schwerem Gewehrfeuer belegt.

### Dienstag, 16. Dezember 2003
- Hannover/Deutschland: Der Bundesvorstand der Partei Rechtsstaatlicher Offensive (Schill-Partei) beschließt den Parteiausschluss ihres Gründers und Namensgebers Ronald Schill.
- Kabul/Afghanistan: Der afghanische Präsident Hamid Karsai setzt sich für eine Bekämpfung der Korruption ein. Zu diesem Zweck will er eine Aufsichtsbehörde gründen. Während die Ratsversammlung Loja Dschirga tagte, schlugen in Kabul drei Raketen ein. Dabei wurde niemand verletzt.
- New York/Vereinigte Staaten: UN-Generalsekretär Kofi Annan setzt sich für ein faires Verfahren gegen den irakischen Ex-Diktator Saddam Hussein ein.
- Rom/Italien: Der italienische Staatspräsident Carlo Azeglio Ciampi weigert sich, seine Unterschrift unter ein neues Mediengesetz in Italien zu setzen. Damit stoppt er die Bemühungen von Ministerpräsident Silvio Berlusconi, einen weiteren Ausbau seines Medienkonzerns staatlich zu ermöglichen.

### Mittwoch, 17. Dezember 2003
- Athen/Griechenland: Ein Gericht in Athen hat den 59-jährigen Chef der linksgerichteten griechischen Terrororganisation „17. November“, Alexandros Giotopoulos, zu 21 Mal lebenslang verurteilt.
- Bagdad/Irak: Bei einem Anschlag kamen durch die Explosion eines Tanklastwagens im Arbeiterviertel El Bajaa 17 Menschen zu Tode und viele weitere wurden verletzt.
- Deutschland: Der Vermittlungsausschuss hat sich auf das vorgeschlagene Reformpaket geeinigt. Die Steuerentlastungen müssen allerdings zu 30 % durch Kredite finanziert werden.
- Paris/Frankreich: Staatspräsident Jacques Chirac kündigt ein umfassendes Gesetz zum Verbot von Kopftüchern und anderen religiösen Symbolen in Schulen an.
- Vereinigte Staaten: Für George W. Bush verdient der ehemalige Präsident des Irak, Saddam Hussein, die Todesstrafe. Das sagte der Präsident heute in einem Fernsehinterview. Derweil haben die Verhöre des Ex-Diktators durch die CIA begonnen.

### Donnerstag, 18. Dezember 2003
- Berlin/Deutschland: Der ehemalige Staats- und Parteichef der DDR, Egon Krenz, wird vorzeitig aus der Haft entlassen.
- Hamburg/Deutschland: Ronald Schill gründet eine neue Fraktion in der Hamburger Bürgerschaft. Nach seinem Ausschluss aus der Schill-Partei hat er nun zusammen mit fünf anderen Schill-Abgeordneten die Mehrheit der Mitte-rechts-Koalition gekippt. Zur Vorsitzenden der neuen Ronald-Schill-Fraktion wurde Schills ehemalige Lebensgefährtin Katrin Freund gewählt.
- Vilnius/Litauen: Das Parlament von Litauen hat ein Verfahren zur Amtsenthebung gegen den amtierenden Präsidenten Rolandas Paksas eingeleitet.
- Wien/Österreich: Der Iran erlaubt den Inspektoren der Vereinten Nationen, sich freier als zuvor im Land zu bewegen, um das Iranische Atomprogramm zu untersuchen.[8]

### Freitag, 19. Dezember 2003
- Berlin/Deutschland: Der Bundestag stimmte heute über die umstrittene Steuerreform ab und nahm sie mit den Stimmen der Regierungskoalition und der Opposition an. Außerdem wurde heute im Bundesrat der Haushaltsentwurf 2004 abgelehnt
- Den Haag/Niederlande: Die Tauschbörse Kazaa wird in den Niederlanden für legal erklärt. Die Umgehung der Urheberrechte fände nur durch die Benutzer statt, nicht durch die Software, heißt es in der Begründung.[9]
- San Francisco/Vereinigte Staaten: Das Berufungsgericht der USA entscheidet in einem Urteil, dass den auf Guantánamo als „Feindliche Kämpfer“ inhaftierten Kriegsgefangenen Zugang zu Anwälten und US-Gerichten gewährt werden muss.
- Sonnensystem: Das Mars-Landegerät Beagle 2 koppelt erfolgreich von der Mars-Express-Muttersonde ab und nähert sich der Oberfläche des Planeten.
- Wiesbaden/Deutschland: Die von US-Verteidigungsminister Donald Rumsfeld geprägte Phrase „Das alte Europa“ als Bezeichnung für die europäischen Staaten, die eine kritische Haltung in Bezug auf den Krieg im Irak einnehmen, ist für die Gesellschaft für deutsche Sprache das Wort des Jahres in Deutschland. Laut Jury verkehrte sich Rumsfelds negative Konnotation ins Gegenteil.[10]

### Samstag, 20. Dezember 2003
- Diwaniyya/Irak: Der spanische Ministerpräsident José María Aznar stattet seinen Truppen im Irak überraschend einen Besuch ab.
- Hensies/Belgien: Am französisch-belgischen Grenzübergang Hensies kamen heute elf Menschen bei einem Busunglück ums Leben.
- Moroni/Komoren: Im Bürgerkrieg auf den Komoren unterzeichnen die verfeindeten Parteien das Abkommen von Moroni, das Wahlen für April 2004 vorsieht.
- Tripolis/Libyen: Die Regierung von Staatspräsident Muammar al-Gaddafi will alle Programme zur Entwicklung von ABC-Waffen stoppen und so die Beziehungen mit der restlichen Welt verbessern.
- Washington, D.C./Vereinigte Staaten: Auch nach der Entscheidung eines US-Berufungsgerichts sieht die Regierung unter George W. Bush keine Veranlassung, an ihrer umstrittenen Praxis in Guantánamo etwas zu ändern

### Sonntag, 21. Dezember 2003
- Nairobi/Kenia: Die Regierung des Sudan und die Rebellen im Süden des Landes einigten sich auf eine Verteilung der Erdöleinnahmen bei Gesprächen im Nachbarland. Damit ist ein entscheidender Schritt auf dem Weg zum Frieden gemacht.
- Philippinen: Bei schweren Unwettern starben in dem Inselstaat etwa 200 Menschen.
- Rhodos/Griechenland: Vor der Küste der Insel sinkt ein aus der Türkei kommendes Boot mit 60 Personen an Bord. Die Migranten stammen aus Afghanistan, dem Irak und Jordanien.

### Montag, 22. Dezember 2003
- Belgrad/Serbien und Montenegro: Der Prozess gegen die mutmaßlichen Mörder des ehemaligen Ministerpräsidenten der Republik Serbien Zoran Đinđić beginnt unter strengen Sicherheitsvorkehrungen.
- Berlin/Deutschland: Erstmals wurde mit der Band Landser eine Neonaziband als kriminelle Vereinigung eingestuft. Die Mitglieder wurden zu Haft- und Bewährungsstrafen verurteilt.
- Israel: 13 israelische Elitesoldaten protestieren in einem offenen Brief an Regierungschef Ariel Scharon gegen die Einsätze im Palästinensergebiet. Ihnen droht jetzt der Rauswurf aus der Armee.
- Jerusalem/Israel: Bei seinem Besuch in Israel wurde der ägyptische Außenminister Ahmed Maher von palästinensischen Extremisten auf dem Tempelberg angegriffen.
- Wien/Österreich: Nach Angaben der Internationalen Atomenergie-Organisation der Vereinten Nationen ist die Regierung Libyens bereit, den Atomwaffensperrvertrag zu unterzeichnen und Inspektionen im Land zu erlauben.

### Dienstag, 23. Dezember 2003
- Boussu/Belgien: Nahe der Unglücksstelle des am Samstag verunglückten Reisebusses fand eine stille Trauerfeier der Angehörigen der Opfer statt.
- Cambria/Vereinigte Staaten: Die kalifornische Kleinstadt stellte das Epizentrums eines verheerenden Erdbebens dar, bei der zwei Frauen in Paso Robles ums Leben kamen.
- Rafah/Palästinensische Autonomiegebiete: Bei einem Militäreinsatz im Flüchtlingslager Rafah der israelischen Armee kommen acht Palästinenser ums Leben, zahlreiche weitere werden verletzt.
- Vereinigte Staaten: In den USA wird erstmals bei einer Kuh BSE festgestellt.

### Mittwoch, 24. Dezember 2003
- Bagdad, Erbil/Irak: Bei Attentaten im Irak sind erneut Menschen gestorben. So starben vier Menschen bei einem Selbstmordattentat in Erbil, drei US-Soldaten kamen bei einer Explosion in Bagdad ums Leben. Eine Rakete verfehlte nur knapp das Sheraton Hotel in der Hauptstadt.
- Berlin/Deutschland: Bundesgesundheitsministerin Ulla Schmidt fordert eine pauschale Abgabe für „Nichterziehende“ und „Kinderlose“ zur Entlastung der Pflegeversicherung.
- Heidelberg/Deutschland: Nach Angaben der Polizei in Baden-Württemberg ist es gelungen, einen großen Schlag gegen den internationalen Drogenhandel zu führen. Mehrere Hundert Kilo Rauschgift wurden beschlagnahmt, gegen 131 Tatverdächtige laufen Ermittlungen.
- Köln/Deutschland: Der Entertainer Harald Schmidt beendet seine letzte Ausgabe der Harald-Schmidt-Show bei Sat.1.
- Madrid/Spanien: Ein Attentat der baskischen Befreiungsarmee ETA konnte am zweitgrößten Bahnhof von Madrid verhindert werden.
- Palästinensische Autonomiegebiete: Durch die gestrige Militäraktion israelischer Soldaten in einem Flüchtlingslager bei Rafah sind Gespräche der Palästinenserführung mit der israelischen Regierung gescheitert. Die Palästinenser sagten das Treffen ab, nachdem bei dem Einsatz neun Menschen ums Leben kamen.

### Donnerstag, 25. Dezember 2003
- Bagdad/Irak: Die Serie von Anschlägen in der Hauptstadt des Irak und in anderen Städten setzt sich fort. Drei Soldaten der Streitkräfte der Vereinigten Staaten kommen bei einem Bombenanschlag in der Nähe Bagdads ums Leben. Im Sheraton Hotel von Bagdad explodiert eine Granate, dabei kommen keine Personen zu Schaden. Ein Selbstmordattentat in der kurdischen Stadt Erbil fordert vier Todesopfer.
- Chongqing/China: Bereits am Dienstag kam es nahe Gaoqiao bei Chongqing zu einem Unfall bei Bohrarbeiten an einem Erdgasfeld. Innerhalb von zwei Tagen starben 191 Menschen, weitere 4 000 bis 5 000 Bauern der Region erlitten teils schwere Vergiftungen.
- Cotonou/Benin: In Westafrika stürzt eine Boeing 727 mit dem Ziel Beirut kurz nach dem Start aufgrund eines Problems mit dem Fahrwerk ab. Etwa 60 Menschen sterben.
- Rawalpindi/Pakistan: Der pakistanische Staatspräsident Pervez Musharraf entging zum zweiten Mal innerhalb von nur zwei Wochen knapp einem Attentat. Die Explosion ereignete sich nahe der pakistanischen Hauptstadt Islamabad.
- Tel Aviv/Israel: Bei dem ersten Selbstmordattentat seit zwei Monaten an einer Bushaltestelle kommen fünf Menschen ums Leben.

### Freitag, 26. Dezember 2003
- Bam, Kerman/Iran: Bei einem schweren Erdbeben im Südosten des Irans nahe der Stadt Bam kamen nach offiziellen Angaben mindestens 30.000 Menschen ums Leben, viele weitere wurden verletzt. Insgesamt wurden rund 60 % der Stadt zerstört, darunter auch das historische Stadtzentrum und die Zitadelle der Stadt.
- Biblis/Deutschland: Das drittälteste Kernkraftwerk Deutschlands geht nach neunmonatiger Zwangspause wieder ans Netz. Grund für die Pause war ein Fehler im Notkühlsystem.
- Jerusalem/Israel, Palästinensische Autonomiegebiete: Nachdem am Vortag fünf Menschen bei einem Selbstmordattentat ums Leben kamen und zeitgleich zwei Dschihad-Führer getötet wurden, drohen sowohl die israelische Führung als auch die Palästinenser mit Vergeltung.
- Sonnensystem: Noch immer gibt es keine Signale von der Marssonde Beagle 2, die bereits am Donnerstag auf dem Mars landen sollte.

### Samstag, 27. Dezember 2003
- Chongqing/China: Der Giftgas-Ausstoß aus einer Erdgasquelle in China konnte gestoppt werden. Das Unglück kostete 198 Menschen das Leben, mehr als 7 000 trugen Vergiftungen davon.
- Italien: Der EU-Kommissionspräsident Romano Prodi überlebte einen Anschlag durch ein an ihn gesendetes Paket. Bekenner für den Anschlag ist eine Gruppe namens Informeller Anarchistischer Bund, der noch mehr Versuche ankündigte.
- Kerbela/Irak: Bei erneuten Anschlägen irakischer Freischärler werden 19 Menschen getötet, darunter sechs Soldaten der US-geführten internationalen Besatzungstruppe.[11]
- Nablus/Israel: Bei erneuten militärischen Aktionen des israelischen Militärs in Nablus kam ein Palästinenser ums Leben. Eine Verschärfung der militärischen Aktionen wurde von der Regierung angekündigt, nachdem vor zwei Tagen ein Selbstmordattentäter in Tel Aviv mehrere Menschen getötet hatte.

### Sonntag, 28. Dezember 2003
- Bam, Kerman/Iran: Die Hoffnung auf Überlebende der Erdbebenkatastrophe in Bam schwindet beträchtlich. In den vergangenen 72 Stunden wurden beinahe 15 000 Leichen geborgen, nur etwa 1 000 Menschen konnten lebend gefunden werden.
- Belgrad/Serbien und Montenegro: Die nationalistische Partei SRS des Kriegsverbrechers Vojislav Šešelj geht mit 27 Prozent der Stimmen als stärkste Partei aus den serbischen Parlamentswahlen hervor. Die bisherige Regierungspartei des ermordeten Zoran Đinđić belegt nur den dritten Platz. Mangels Koalitionspartner wird die SRS allerdings keine Regierung bilden können, doch auch die Demokraten werden es diesbezüglich nicht einfach haben.
- Guatemala-Stadt/Guatemala: In Guatemala findet heute die Präsidentenwahl statt. Gewinner ist der rechtskonservative Ex-Bürgermeister der Hauptstadt Óscar Berger Perdomo der Parteienkoalition Gran Alianza Nacional (GANA) mit 55 Prozent der Stimmen. Seinem Gegenkandidaten, dem Textilunternehmer Alvaro Comon der Partei Unidad Nacional de la Esperanza (UNE) bot er die Mitarbeit bei der Regierung an.
- Iran: Drei Anfang Dezember entführte Fahrradtouristen aus Deutschland und Irland werden ohne Zahlung von Lösegeld befreit. Entführt wurden sie in der Provinz Sistan und Belutschistan zwischen Bam und Zahedan.
- Kabul/Afghanistan: Mindestens sechs Menschen starben bei einem Attentat im Stadtteil Chwadscha westlich des Flughafens, darunter wahrscheinlich auch Angehörige der afghanischen Geheimpolizei.
- Tripolis/Libyen: Nach offiziellen Angaben haben die ersten Kontrolleure der Internationalen Atomenergiebehörde (IAEO) ihre Arbeit in Libyen begonnen. Der Leiter der Behörde Mohammed el-Baradei traf mit einer Expertengruppe heute mit dem Vize-Regierungschef und Atombeauftragten in Libyen, Matuk Mohammed Matuk, zusammen.

### Montag, 29. Dezember 2003
- Den Haag/Niederlande: Auch bei der europäischen Polizei Europol wurde ein Briefbombenattentat vereitelt.
- Deutschland: Der Ratsvorsitzende der Evangelischen Kirche, Wolfgang Huber, hat sich gegen das Kopftuch-Verbot ausgesprochen. Er verurteilt die Gleichstellung religiöser Symbole mit politischen Einstellungen.
- Frankfurt am Main/Deutschland: Eine Briefbombe an den Vorsitzenden der Europäischen Zentralbank Jean-Claude Trichet wurde abgefangen. Ein Zusammenhang mit der Bombe an Romano Prodi vom Vortag wird geprüft.
- Moskau/Russland: Bei der ersten Sitzung der neuen Duma hat der russische Präsident Wladimir Putin für die Reformen seiner Regierung geworben. Die Regierungspartei Einiges Russland stellt in der Regierung eine Zweidrittelmehrheit und kann Verfassungsänderungen relativ problemlos durchsetzen.
- Washington, D.C./Vereinigte Staaten: Die US-Regierung erließ eine Direktive, nach der ausländische Fluggesellschaften, die die USA anfliegen oder sie überfliegen auf Anordnung der Regierung bewaffnete Begleiter (so genannte Sky-Marshals) an Bord nehmen müssen. Erster Protest gegen den Erlass kam von British Airways.

### Dienstag, 30. Dezember 2003
- Bolívar/Kolumbien: Bei Kämpfen zwischen Mitgliedern sowohl der FARC als auch der ELN einerseits und den ursprünglich von der Regierung aufgestellten Paramilitärs andererseits sterben am Fluss Pozo Azul mindestens 40 Menschen, darunter auch eine Zivilperson. Alle Konfliktparteien kämpfen um Anteile am Drogenhandel.[12]
- Den Haag/Niederlande: Eine Briefbombe an die europäische Einrichtung Eurojust wurde abgefangen. Auch in diesem Fall wird ein Zusammenhang mit den Briefen an Romano Prodi, Jean-Claude Trichet und die Zentrale der Europol angenommen.
- Hamburg/Deutschland: Offenbar sollte ein Terroranschlag durch die islamistische Gruppe Ansar al-Islam auf das Krankenhaus der Bundeswehr in Hamburg verübt werden. Andere Quellen vermuten eine Verwechselung mit Homburg im Saarland, wo US-amerikanische Soldaten behandelt wurden. Es können sich um einen Nachrichtenübertragungsfehler handeln.
- Kambodscha: Der frühere Staatschef der Roten Khmer, Khieu Samphan, räumte erstmals Völkermorde im Auftrag der Regierung von 1975 bis 1979 in Kambodscha ein. Für diese Verbrechen will er sich einem Tribunal der Vereinten Nationen stellen, zugleich bestritt er aber, jemals selbst den Befehl zum Morden gegeben zu haben.
- Mars: Die Raumfahrtexperten der ESA-Kontrollzentrums wollen das Mutterschiff des Beagle 2, den Mars Express Orbiter, zur Suche nach der verschollenen Sonde nutzen.

### Mittwoch, 31. Dezember 2003
- Bagdad/Irak: Bei einem neuen Attentat in Bagdad sterben fünf Menschen durch eine Autobombe. Mindestens 20 weitere Personen werden verletzt.
- Bam/Iran: Fünf Tage nach dem schweren Erdbeben im Südiran werden heute fünf Menschen aus Trümmern gerettet, obwohl die Suche gestern offiziell eingestellt wurde.
- Berlin/Deutschland: Nach der Einleitung massiver Sicherheitsvorkehrungen aufgrund einer Terrorwarnung gegen das Bundeswehrkrankenhaus Hamburg kritisiert Bundesminister des Innern Otto Schily (SPD) die Abwehrmaßnahmen als überzogen, zudem gefährde die frühe Offenbarung des Vorfalls die Arbeit der Ermittler.[13]
- London/Vereinigtes Königreich: Queen Elisabeth II. veröffentlicht die Liste der neuen Knight Commander des Orderns des British Empire. Die Auszeichnung wird am 1. Januar 2004 verliehen und geht u. a. an Tim Berners-Lee, den Direktor des World Wide Web Consortiums, dessen Vorschläge in den letzten beiden Jahrzehnten den Weg zum World Wide Web ebneten.[14]
- Pereulak/Indonesien: Bei einem Bombenattentat auf eine Silvesterparty in der Provinz Aceh kommen zehn Menschen ums Leben, mindestens 40 weitere werden verletzt. Die Terrororganisation Bewegung Freies Aceh (GAM) beschuldigt die Streitkräfte Indonesiens der Urheberschaft, die Polizei hingegen beschuldigt die Organisation GAM.[15]
- Rom/Italien: Die italienische Post stellt die Lieferung von Briefen und Paketen an Adressen in anderen Mitgliedstaaten der Europäischen Union aufgrund einer Serie von versuchten Briefbombenattentaten ein.

## Weblinks

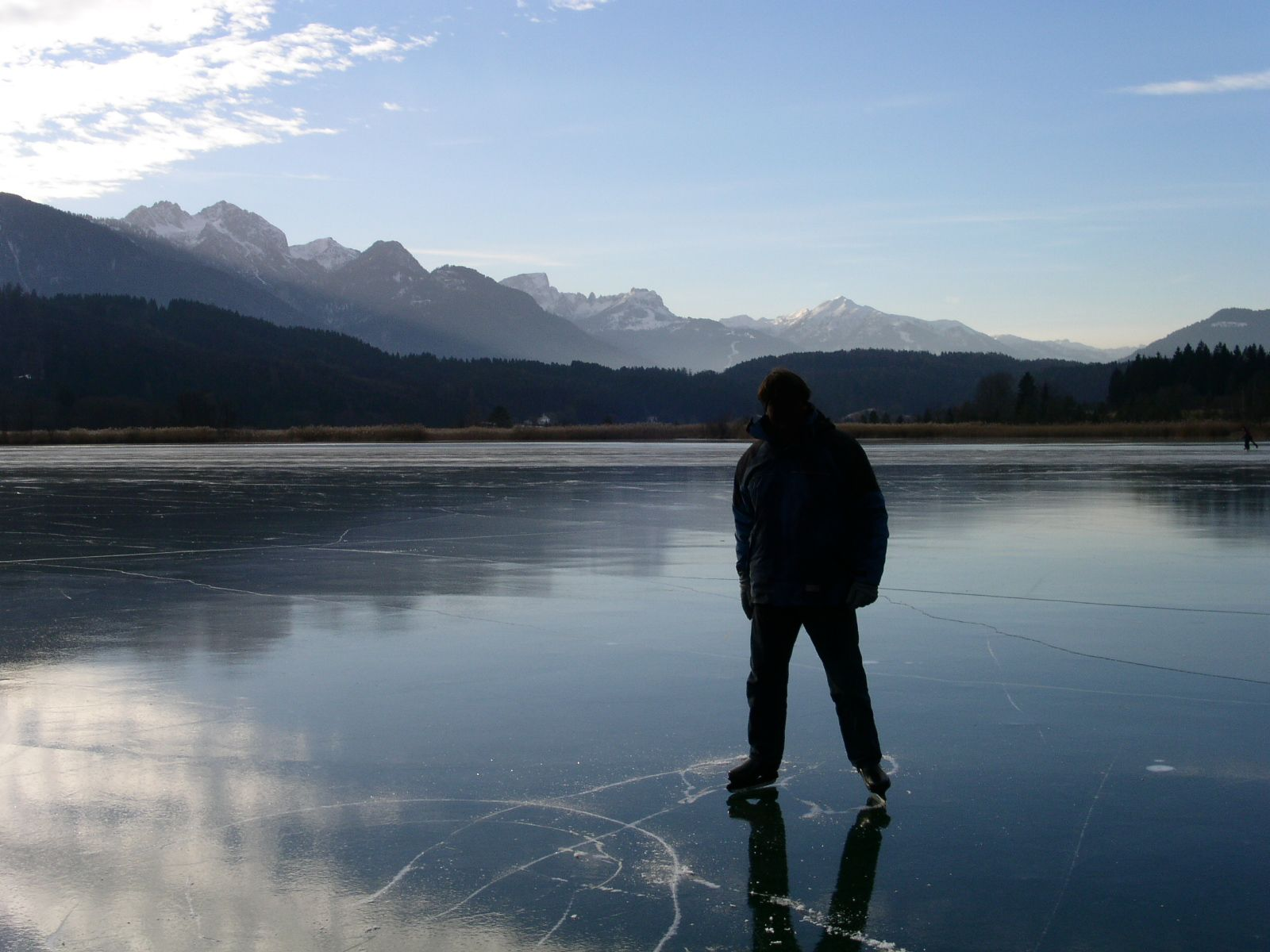
Kärnten im Dezember 2003